# Helmut Kleinicke
Helmut Kleinicke (19. listopadu 1907 Wildemann – 1979) byl německý stavební inženýr. Byl členem NSDAP, za druhé světové války však zachránil několik set Židů. Izrael mu proto v lednu 2020 udělil titul Spravedlivý mezi národy.
Stal se tak jedním z několika členů NSDAP, kteří toto ocenění získali. Patří k nim také např. Oskar Schindler.

## Život
V roce 1933 vstoupil Kleinicke do NSDAP. Získal pak funkci vrchního úředníka odpovědného za výstavbu v Němci okupovaném polském městě Chrzanów. Německým úřadům tvrdil, že místní Židy potřebuje jako stavební dělníky. Tím jim zachránil život, protože jinak by skončili v koncentračním táboře Osvětim, který byl jen 20 km od Chrzanówa. „Ti z nás, kteří pracovali pro Kleinickeho, byli jako VIP. Měli jsme potvrzení, že pro něj pracujeme, a to byla naše pojistka,“ uvedl jeden z přeživších. Židy také schovával na půdě nebo ve sklepě svého domu v Chrzanówě nebo je varoval před blížícími se transporty.
O tom, co za války udělal pro Židy, Kleinicke nikomu neřekl, a to ani své rodině. Neodpověděl ani na tři dopisy lidí, kteří se mu po válce ozvali. Až v roce 2017 o něm izraelská televize Kan uvedla dokument, ve kterém promluvilo několik lidí, jež zachránil před holocaustem. Celkově však zřejmě pomohl stovkám lidí.
Jeho aktivity však Němcům neušly, a podle své dcery Jutty Scheffzekové tak byl v roce 1943 převelen k dělostřelecké jednotce wehrmachtu na severní frontě.
Po válce byl vězněn Brity, propuštěn byl v červenci 1945.